# Pardosa californica
Pardosa californica là một loài nhện trong họ Lycosidae.
Loài này thuộc chi Pardosa. Pardosa californica được Eugen von Keyserling miêu tả năm 1887.